# Museo Martinitt e Stelline
Il Museo Martinitt e Stelline è un museo d'arte di Milano, situato accanto al Palazzo delle Stelline, visitabile gratuitamente.
Aperto nel 2009, grazie ad una generosa donazione, e gestito dal Pio Albergo Trivulzio, conserva il patrimonio archivistico, storico e artistico dei Martinitt, delle Stelline e del Pio Albergo Trivulzio  tre enti assistenziali secolari della città di Milano.
È stato uno dei primi musei multimediali della città, le installazioni permettono ai visitatori di leggere i documenti che hanno segnato la vita degli orfani e, in generale, la storia di Milano. Sono presenti anche sale di studio, uffici di consulenza e supplementazione del materiale, una sala conferenze e sale di consultazione.

## Storia
Nel 2009 per ricomporre la memoria storica degli enti milanesi Martinitt, Stelline e Pio Albergo Trivulzio e restituirla nella sua integrità alla consultazione e alla fruizione del pubblico viene progettato il Museo Martinitt e Stelline, indirizzato a operare attraverso sistemi completamente interattivi e multimediali, per offrire alla memoria storica dei cittadini e rendere completamente fruibile ed esperibile il materiale archivistico, bibliografico, fotografico e artistico degli istituti.
Le installazioni e la metodologia espositiva multimediale permettono un approccio interdisciplinare, che favorisce lo studio, la divulgazione e la conoscenza del patrimonio da parte dell’utenza, anche non specialistica.

## Collezioni
Il Museo Martinitt e Stelline presenta un percorso interattivo e multimediale, le installazioni si susseguono in 10 sale che ripercorrono la vita all'interno degli istituti con le tappe fondamentali (ammissione, scuola, avviamento professionale), raccontano gli spazi in cui si muovevano gli orfani, la Milano operosa in cui trovare un riscatto sociale nel lavoro e i grandi benefattori che hanno permesso la sopravvivenza degli istituti nel corso del tempo.
Presso il Museo Martinitt e Stelline è conservato il complesso patrimonio archivistico, storico, artistico dei tre enti che deriva dalla gestione e dai vari lasciti testamentari dei benefattori.

### Patrimonio archivistico
Presso il Museo Martinitt e Stelline sono conservati gli archivi storici dei tre enti assistenziali dall'800 fino ad oggi. I fondi più antichi sono depositati presso l'Archivio di Stato di Milano.

#### Pio Albergo Trivulzio
L'archivio storico del Pio Albergo Trivulzio è distinto in due fondi:
- Fondo amministrazione formato da 1.337 buste, gli estremi cronologici della documentazione vanno dal 1379 al 1959[6].
- Fondo direzione formato da 254 buste gli estremi cronologici della documentazione vanno dal 1825 al 1959[7].

#### Orfanotrofio maschile
L'archivio storico dell'orfanotrofio maschile è suddiviso in due fondi:
- Fondo amministrazione formato da 1.177 buste, gli estremi cronologici della documentazione vanno dal 1248 al 1996.[8]
- Fondo direzione formato da 243 buste gli estremi cronologici della documentazione è compreso tra il 1825 e la seconda metà del XX secolo[9].

Nell'archivio dell'orfanotrofio dei Martinitt sono conservate anche 330 buste che contengono i fascicoli personali dei Martinitt con estremi cronologici per anno di dimissione dal 1800 al 1959.

#### Orfanotrofio femminile
L'archivio storico dell'orfanotrofio femminile è formato da 927 cartelle e gli estremi cronologici  1578 al 1959.

#### Archivio Centrale
A partire dal 1825, si aggiunse l'archivio cosiddetto “Centrale”, con le pratiche degli uffici dell'amministrazione comune, consta di 794 buste ancora in fase di inventariazione.

### Patrimonio storico-artistico
Il patrimonio artistico conservato al Museo Martinitt e Stelline è composto da ritratti della galleria gratulatoria, tipica degli enti assistenziali, con i ritratti dei benefattori che con le loro elargizioni hanno permesso la sopravvivenza degli enti attraverso i secoli. Questi dipinti erano ciclicamente esposti a beneficio della comunità per ricordare la beneficenza già ricevuta e per stimolarne di nuova.
Oggi la raccolta di ritratti dei tre enti, che coprono un arco cronologico dal XVI al XX sec, ammonta a 137 dipinti, la maggior parte custoditi in depositi non accessibili presso il Museo Martinitt e Stelline e solo in minima parte esposti lungo il percorso museale.
L'ente conserva anche un grande patrimonio storico-artistico proveniente da lasciti ed eredità, conservato per lo più in depositi esterni, i beni sono catalogati e disponibili per la consultazione sul sito di Lombardia Beni Culturali.
Lungo il percorso museale sono esposti alcuni oggetti e documenti donati recentemente al Museo che provengono da personalità connesse con gli istituti quali Emma Porciani, direttrice delle Stelline, e Ettore Reina, ex Martinin. Sono stati esposti, grazie ad un accordo stretto con il Museo della Scienza e della Tecnologia di Milano, anche alcuni oggetti dell'incisore Romeo Maccaferri (ex Martinin).

### Altri fondi
Il Museo conserva anche la biblioteca dell'orfanotrofio maschile dei Martinitt e la biblioteca di Carlo Silvestri. Conserva anche un importante archivio fotografico attualmente in fase di catalogazione.

## Sede
Il Museo Martinitt e Stelline è collocato in un edificio al civico n. 57 di corso Magenta, uno stabile degli anni ’30 del ‘900 che è rimasto di proprietà dell’ASPIMMeSePAT quando il Palazzo della Stella è stato venduto in seguito alla chiusura dell’orfanotrofio femminile.
Il Museo offre percorsi per le scuole ed è un centro di aggregazione importante per la città grazie alle numerose iniziative che si svolgono (laboratori, corsi per la terza età, presentazione di libri, eventi in collaborazione con altre associazioni cittadine).